# Železniční trať Znojmo–Retz
Železniční trať Znojmo–Retz (v jízdním řádu pro cestující označená číslem 248) je jednokolejná elektrifikovaná přeshraniční celostátní trať. Vede ze Znojma přes Šatov do stanice Retz v Rakousku.  Historicky je součástí Rakouské severozápadní dráhy, která v tomto úseku zahájila provoz dne 8. listopadu 1871. Staničení je počítáno od Vídně, před vjezdem do znojemského nádraží vede trať po téměř 50 metrů vysokém viaduktu přes údolí Dyje.
Od 31. října 2009 je celá trať elektrizovaná, přičemž jako jediná v Česku používá (rakouskou) železniční napájecí soustavu 15 kV / 16,7 Hz. Modernizace trati umožnila obnovení přímého železničního spojení Znojma a Vídně, které bylo násilně přerušeno vznikem Železné opony. Zároveň byla zřízena nová zastávka Znojmo-Nový Šaldorf, jihozápadně od obce Nový Šaldorf-Sedlešovice. Předtím byly na trati na českém území jen koncové stanice Znojmo a Šatov.

## Provoz na trati
Přestože je úsek přes státní hranici elektrizován už od roku 2006 (nejdříve jen z Rakouska do Šatova, od roku 2009 až do Znojma), nákladní doprava je provozována (až na výjimky) výhradně v motorové trakci dopravcem ČD Cargo. Roku 2010 byla trať integrována v dopravním systému Jihomoravského kraje jako linka S82, od roku 2019 je do systému zařazen celý úsek až do Retzu.

## Navazující tratě

### Znojmo
- Trať 241 Znojmo – Moravské Budějovice – Okříšky
- Trať 246 Břeclav – Boří les – Hrušovany nad Jevišovkou – Znojmo

## Stanice a zastávky

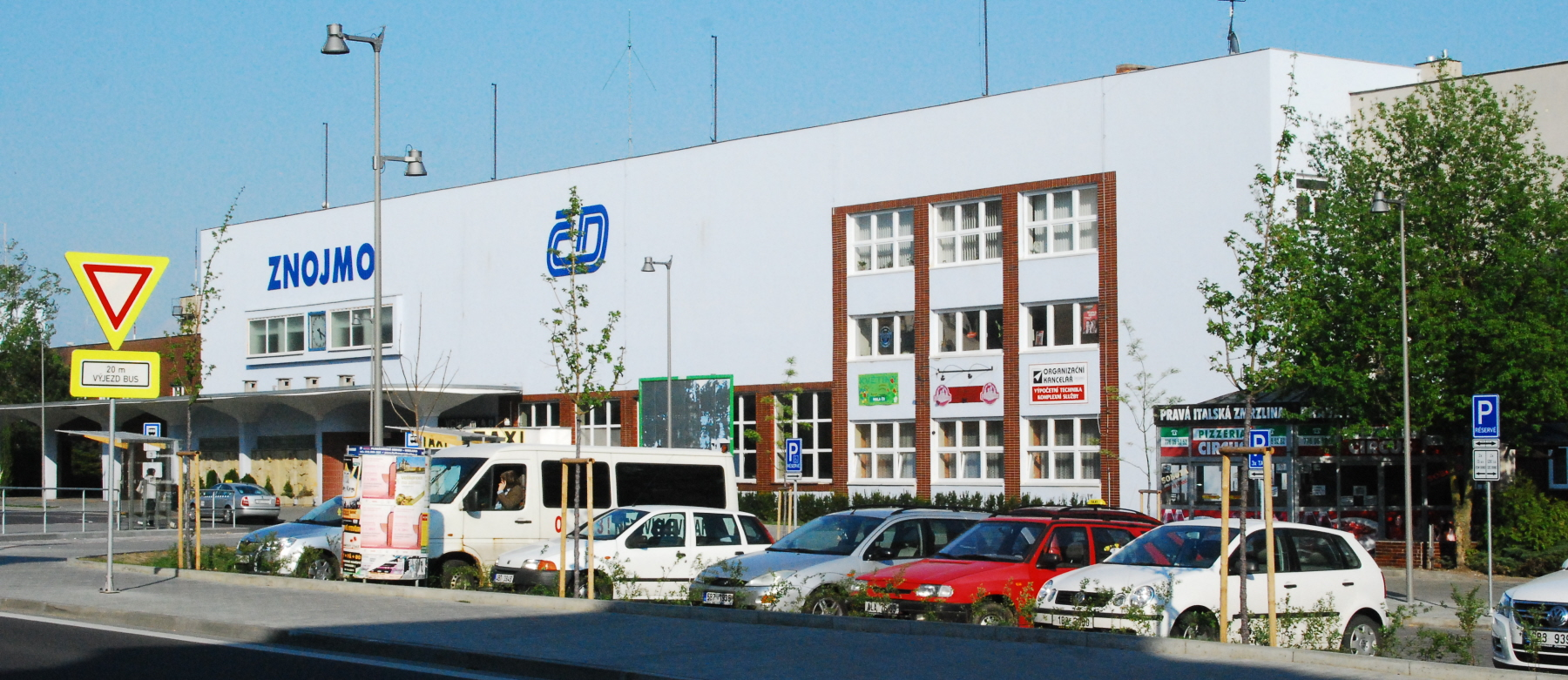
Znojmo
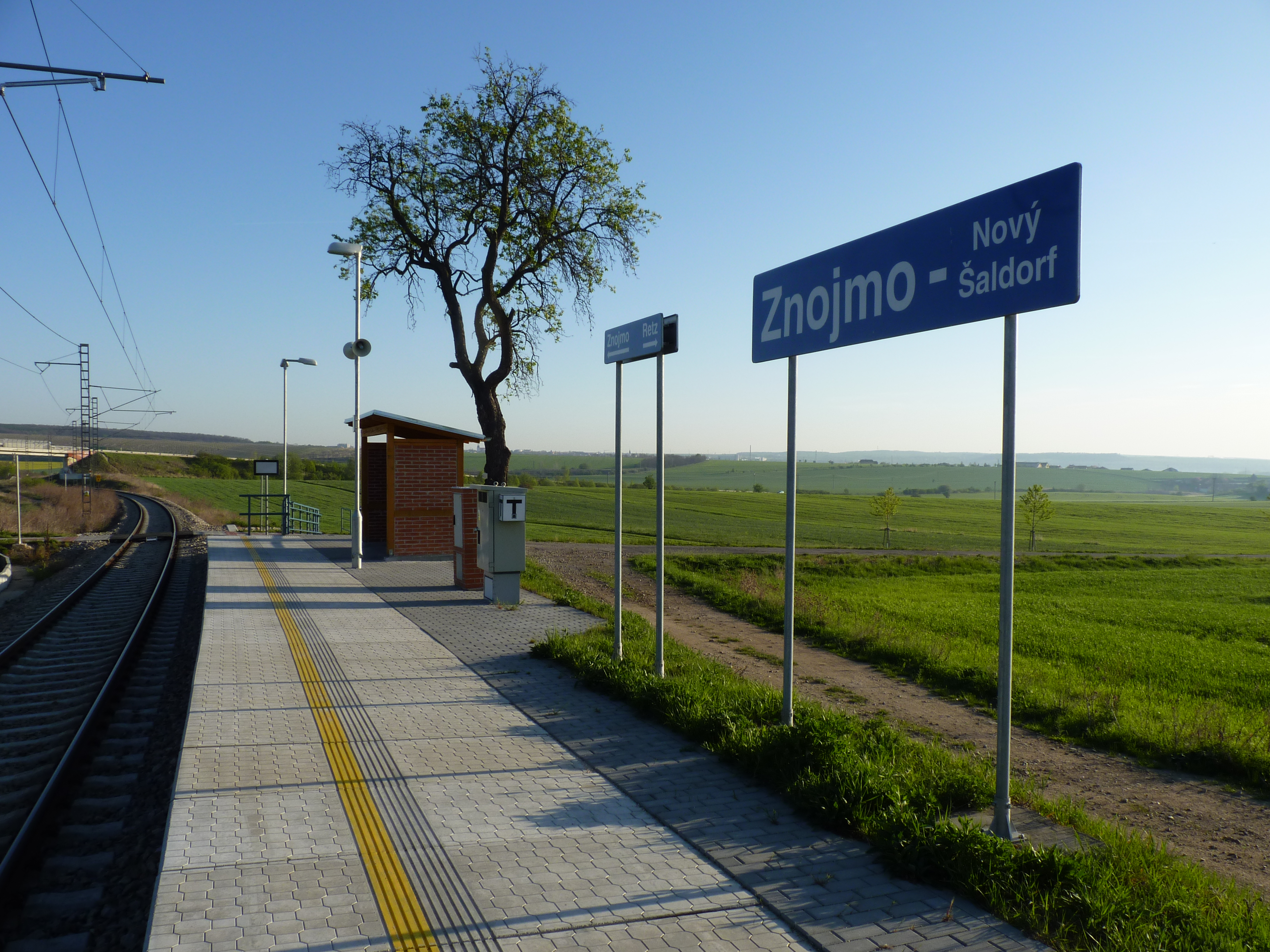
Znojmo-Nový Šaldorf
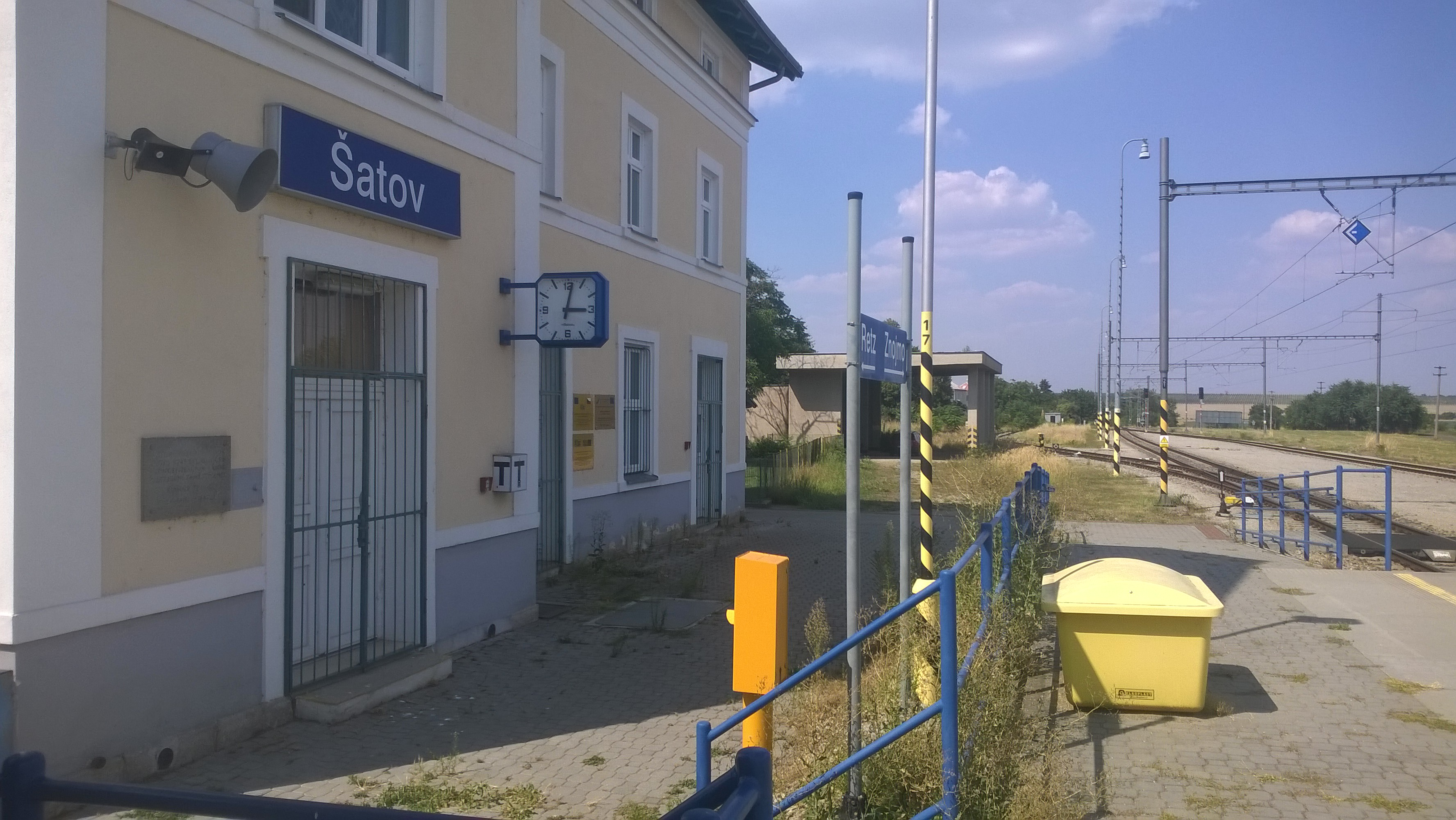
Šatov
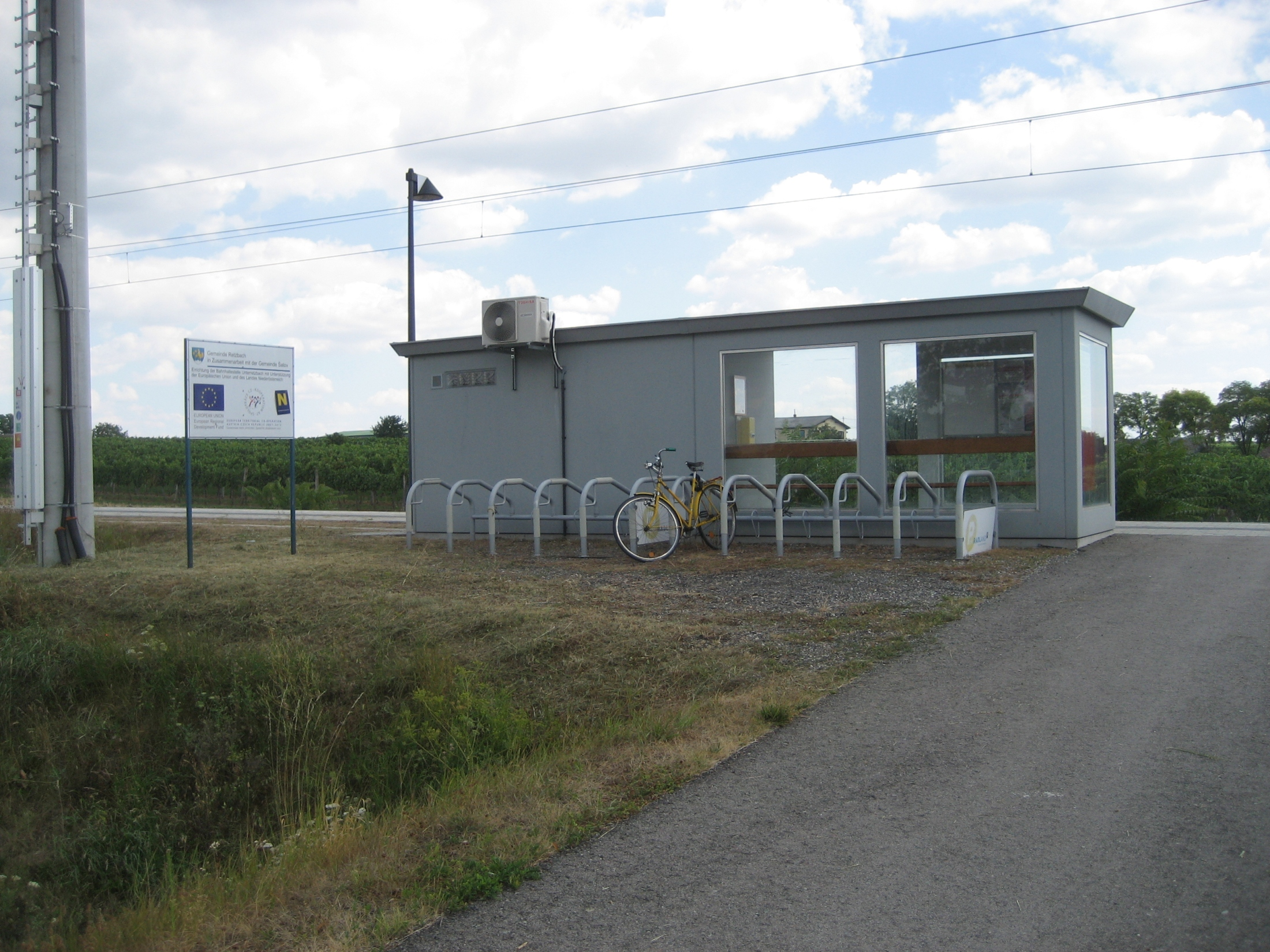
Unterretzbach
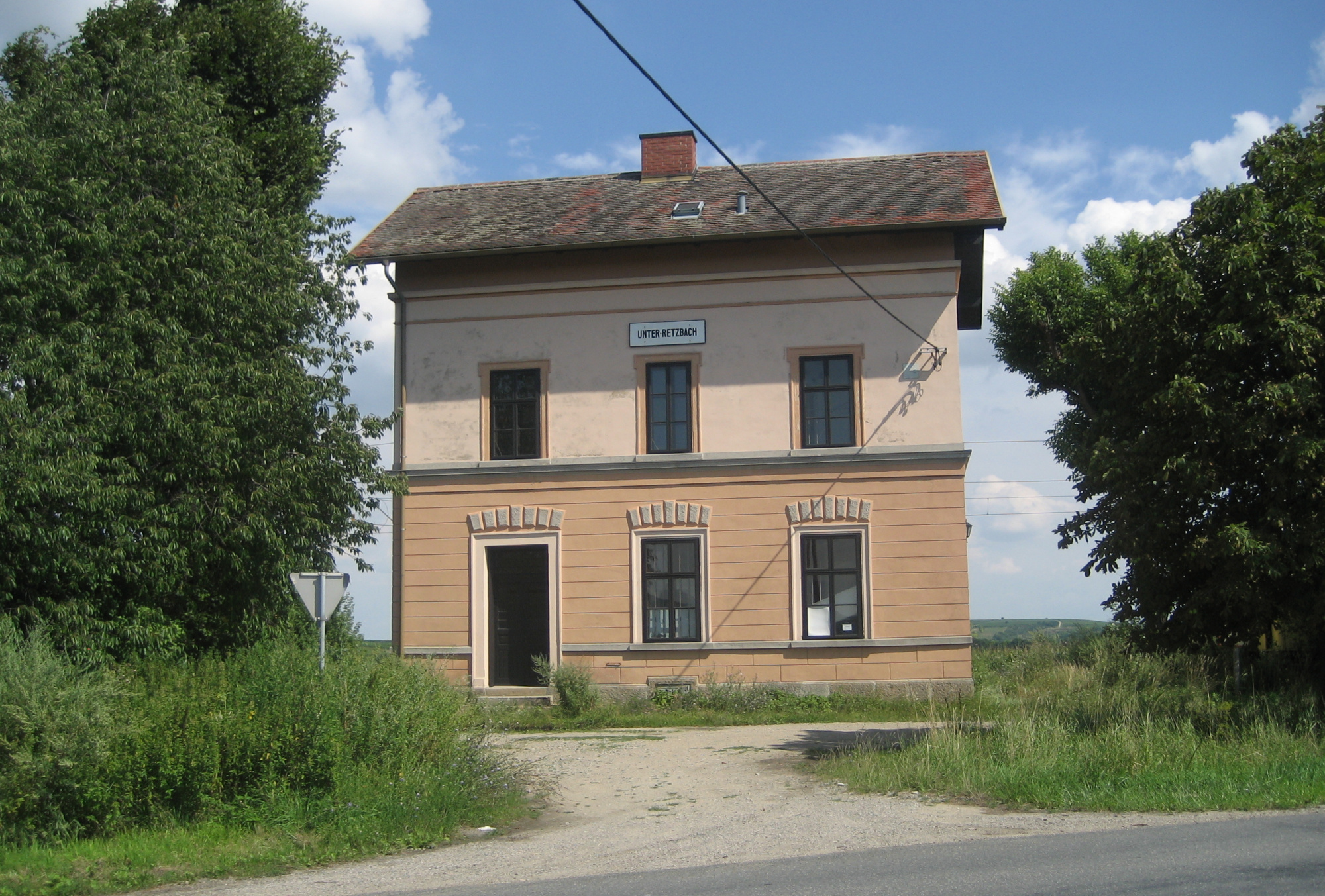
Unterretzbach nákladní nádraží
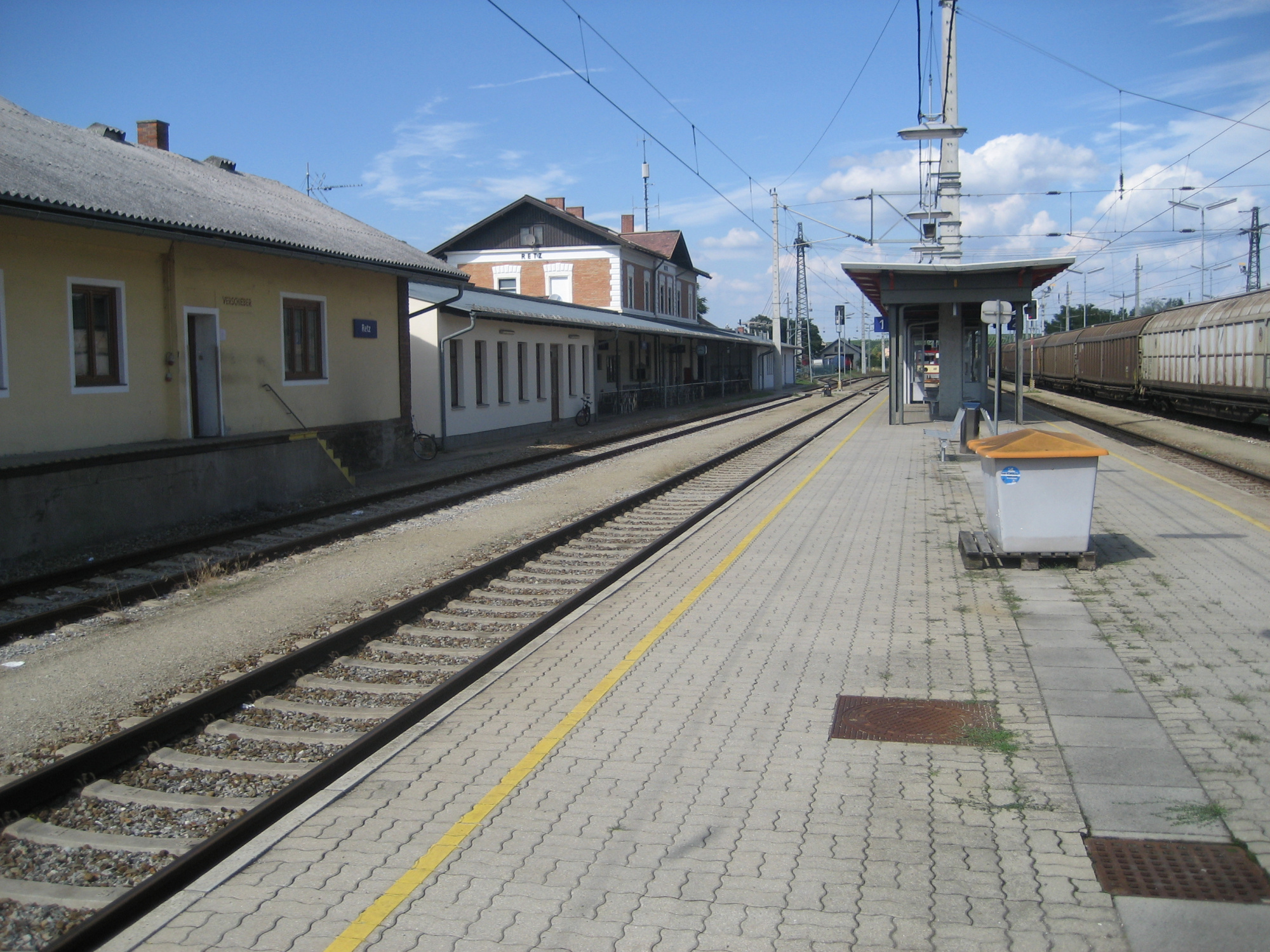
Retz